# Wittstock
Wittstock es una ciudad alemana que pertenece al distrito de Prignitz Oriental-Ruppin en el noroeste del estado de Brandeburgo. Se encuentra situada junto al río Dosse, 20 km al este de Pritzwalk a unos 95 km al noroeste de la capital Berlín.
En la ciudad tuvo lugar la batalla de Wittstock en el año 1636 entre el Reino de Suecia y el Sacro Imperio Romano Germánico dentro de la Guerra de los Treinta Años.
Cabe destacar el conjunto urbano arquitectónico del casco antiguo de la ciudad con la antigua catedral y la muralla que rodea completamente la ciudad histórica.

## Geografía
Se encuentra en la región oriental de Prignitz , en el río Dosse , cerca de la confluencia con su afluente Glinze , a unos 20 kilómetros (12 millas) al este de Pritzwalk y a 95 kilómetros (59 millas) al noroeste de Berlín. Wittstock está situado en un paisaje de morrena terminal al sur del distrito del lago Mecklenburg .

## Historia
Wittstock fue el resultado de un asentamiento eslavo y se mencionó por primera vez en la escritura de formación del Obispado de Havelberg en 946. El nombre posiblemente deriva de vysoka ("mentiroso") en el idioma de las tribus locales de Polabia y luego se germanizó en Wiztok (1271), Witzstock (1284) y Witstock (1441), adaptado folk-etimológicamente al bajo alemán witt ("blanco") y stock ("portainjerto").
Obteniendo el estatuto de la ciudad de Stendal el 13 de septiembre de 1248 de manos del Príncipe-obispo de Havelberg Enrique I, es una de las ciudades más antiguas de Brandeburgo. En 1251, Wittstock recibió una impresión del sello de la ciudad, que también era uno de los más antiguos de Brandeburgo. El castillo de Wittstock, que se había construido a partir de 1244 sobre una base eslava, sirvió como residencia de los príncipes-obispos de Havelberg desde 1271, por lo que también es conocido como el Castillo del Viejo Obispo (Alte Bischofsburg). La era de Havelberg terminó con la Reforma protestante y la muerte del último príncipe-obispo católico Busso von Alvensleben en el castillo de Wittstock en 1548.
Hasta la Guerra de los Treinta Años, la fortaleza era una fortaleza segura, hasta que se convirtió en el sitio de la batalla de Wittstock en 1636 , cuando las tropas del Imperio sueco bajo los mariscales de campo Johan Banér y Alexander Leslie derrotaron a las fuerzas aliadas imperiales y sajonas bajo Elector Juan Jorge I de Sajonia. Seguido por el brote de una epidemia de peste dos años después, Wittstock quedó devastado y perdió aproximadamente la mitad de su población.
La reurbanización de la ciudad fue iniciada por el Gran Elector Federico Guillermo I de Brandeburgo en 1658. Alrededor de 1750, numerosos colonos descendientes de Württemberg y el Palatinado se establecieron en la región.

## Demografía
- Tendencia poblacional desde 1875 (línea azul: población; línea punteada: comparación con tendencias poblacionales del estado de Brandenburg; fondo gris: tiempo de gobierno Nazi; fondo rojo: tiempo de Gobierno comunista)
- Proyecciones y desarrollo poblacional reciente (Desarrollo poblacional antes del censo del 2011 (línea azul); Desarrollo poblacional reciente de acuerdo al Censo en Alemania del 2011 (línea azul con bordes); Proyecciones ofiales para el período 2005-2030 (línea amarilla); para el período 2017-2030 (línea escarlata); para el período 2020-2030 (línea verde)

## Ciudades hermanadas
- Uetersen, Alemania
- Höganäs, Suecia